# Lanceoppia microlancearia
Lanceoppia microlancearia är en kvalsterart som först beskrevs av Balogh och Sandór Mahunka 1975.  Lanceoppia microlancearia ingår i släktet Lanceoppia och familjen Oppiidae. Inga underarter finns listade i Catalogue of Life.